# Spurenkunde

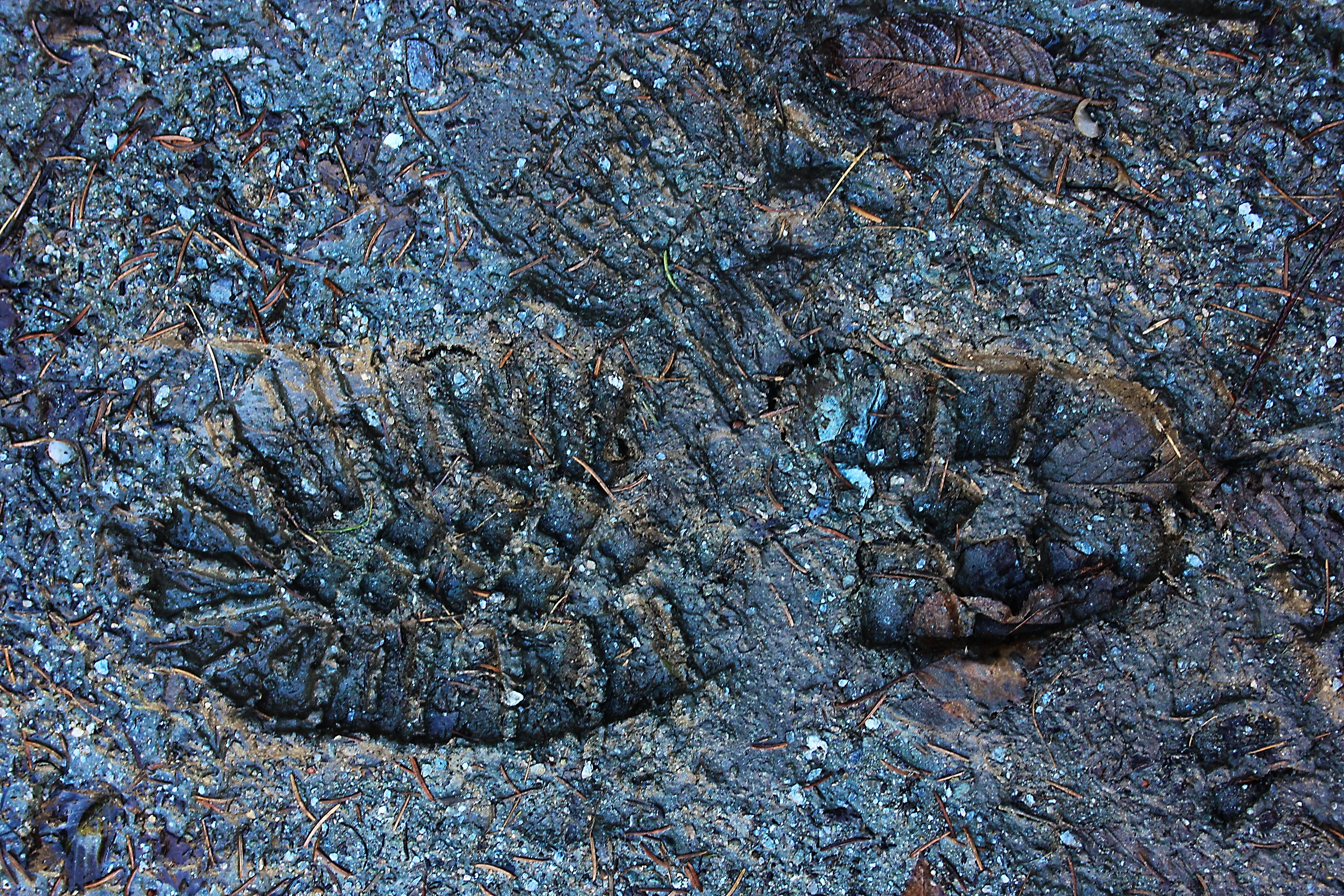
Schuhabdruckspur

Die Spurenkunde beschäftigt sich mit dem Suchen, Sichern und Auswerten von naturwissenschaftlichen und anderen sichtbaren oder sichtbar zu machenden Zeichen oder Indizien, die im Zusammenhang mit einer Straftat stehen. Mit der kriminalistischen Untersuchung kleinster Spuren wie Haaren und Textilfasern beschäftigt sich die Mikrospurenkunde.

## Spurenkunde in der Kriminalistik
Diese Thematik geht weit über die Analyse beispielsweise von Fingerabdrücken oder Blutspuren hinaus und ist zu einer eigenen wissenschaftlich-technischen Disziplin geworden. Innerhalb der Polizeibehörden und den Erkennungsdiensten sind besonders ausgebildete Kriminalbeamte, kriminaltechnische Angestellte und Wissenschaftler mit dem Suchen, Sichern und (teilweise) Auswerten kriminalistischer Spuren beschäftigt.
Kriminalistische Spuren müssen bei Kapitalverbrechen durch einen Sachverständigen des jeweiligen KTI (Kriminaltechnisches Institut) oder einer KTU (Kriminaltechnischen Untersuchungsstelle) untersucht und beurteilt werden, der darüber ein Gutachten erstellt. Einige Bundesländer gestatten bei kleineren Delikten (z. B. Einbruch, Diebstahl, Ordnungswidrigkeiten) angelernten Mitarbeitern (Beamte/Angestellte) der Kriminalpolizeilichen Sofortbearbeitung die Spurensicherung. Die meisten Bundesländer sowie das BKA unterhalten jedoch eine speziell ausgebildete Tatortgruppe, die die Spurensicherung für alle Deliktgruppen übernimmt.
Die Kriminaltechnischen Institute der Bundesländer beschäftigen speziell ausgebildete Kriminaltechniker als Sachverständige für die Spurenauswertung. Insbesondere die Bereiche Serologie, Technische Formspuren, Ballistik, Schrift- und Urkundenanalyse sowie Chemie inkl. Toxikologie sind heute meist nicht mehr mit Kriminalbeamten, sondern vornehmlich mit Wissenschaftlern oder Ingenieuren mit kriminalistischer und -technischer Weiterbildung besetzt. Lediglich für den Bereich Daktyloskopie werden noch Beamte oder Angestellte des öffentlichen Dienstes zu Sachverständigen weitergebildet.

## Bedeutung von Spuren in anderen Fachgebieten
Auch in der Archäologie, Zoologie und Paläontologie (Paläozoologie) wird oft mit vergleichbaren Methoden und Arbeitsweisen wie in der Kriminalistik vorgegangen.
Beispiele sind
- in der Archäologie die Untersuchung von Brandspuren, Bakterien usw. in bestimmten Bodenschichten oder in vorgeschichtlichen Höhlen (siehe z. B. Höhle von Altamira, Höhle von Geißenklösterle oder Gudenushöhle),
- die Untersuchung von Verletzungen (z. B. an Moorleichen oder an Ötzi), oder
- in der Zoologie die Analyse der Spuren heute lebender (rezenter) Tierarten (Ichnologie) sowie in der Paläontologie fossiler Spuren aus erdgeschichtlicher Vergangenheit (Palichnologie).